# سگ‌ماهی بلوچی
نام علمی: (Nemacheilus baluchiorum (zugmayer،۱۹۱۲
خصوصیات کلیدی: ۶ V.I ۸ PI ۵ A.I ۹ D.I
اندازه: ۷۹-۵۱ میلی لیتر(طول کل بدن).
زیستگاه: آبهای شیرین رودخانه‌ها و چشمه‌ها با بستر قلوه سنگی و سنگلاخی.
غذا: بی مهرگان آبزی(بیشتر حشرات آبزی).
اهمیت اقتصادی: ارزش خوراکی و صید ورزشی ندارد. قابل نگهداری در آکواریومی است.
پراکنش: حوضه رودخانه مشکید و بلوچستان